# Into the Sun (Tarja Turunen)
Into the Sun è il primo e unico singolo dell'album live e DVD di Tarja Act I: Live in Rosario. Pubblicato in versione live il 12 luglio 2012, il brano è stato poi inserito come bonus track nell'album Colours in the Dark del 2013, questa volta nella versione registrata in studio.

## Video musicale
Il 27 luglio 2012 è stato caricato sul canale YouTube della earMUSIC il video ufficiale di Into the Sun, costituito da spezzoni tratti dal DVD di Act I: Live in Rosario.

## Tracce
1. Into the Sun (Radio Edit) (Live) – 4:32 (Tarja Turunen, Anders Wollbeck, Mattias Lindblom, Steve van Velvet)